# 布萊爾 (堪薩斯州)
布萊爾（Blair）為一座位在美國堪薩斯州多尼芬縣的非建制地區。海拔高度276公尺（906英尺），聯邦資料處理標準代碼為20-07225，地名資訊系統編號為473040。

## 歷史
此社區的郵政局於1908年1月18日開設，期間持續營運直到1957年2月20日裁撤。